# Dublab
Dublab ist ein nichtkommerzielles Internetradio und Label aus Los Angeles, welches 1999 gegründet wurde und mit Dependancen in Deutschland (Köln), Spanien (Barcelona), Japan (Tokio) sowie Brasilien (São Paulo) weltweit tätig ist. Des Weiteren ist Dublab über KLDB-LP auf 99.1 FM in Los Angeles in den Vereinigten Staaten zu empfangen.

## Geschichte

### Gründung als studentischer Sender
Die Gründung von Dublab im Jahre 1999 durch Mark McNeil geht auf dessen Initiative zurück das UKW Radiosignal des nicht lizenzierten Senders KSCR, eine studentische Neugründung, nachdem die University of Southern California ihren hauseigenen Sender KUSC abgab, in das gerade sich entwickelnde Internet zu streamen. Als die Federal Communications Commission (FCC) beschloss den terrestrischen Sendebetrieb von KSCR, zu dessen Direktor McNeil mittlerweile aufgestiegen war, einzustellen, hielt dieser an seiner „Vision“ fest und begann mit finanzieller Unterstützung des hinzugekommenen Partners Jon Buck und dessen Familie aus einem zum Studio umgebauten Ladenlokal neue frei zugängliche Programmformate im Internet zu veröffentlichen.

### International
Aufgrund gesteigertem Interesse in Deutschland an dem US-amerikanischen Programm wurde 2015, drei Jahre nach dem japanischen Ableger, zeitgleich mit der spanischen Dependance die deutsche Schwester dublab DE mit Sitz in Köln ins Leben gerufen. Ebenso wie im Gründungssender liegt das Hauptaugenmerk darauf, es Musikschaffenden zu ermöglichen genreübergreifend in unterschiedlichster Art und Weise zu wirken und sich zu veröffentlichen.

## Labelveröffentlichungen von Musikschaffenden (Auswahl)
Electric Egypt, Dntel, Take, Ras G, Idee, James Pants, Daedelus, Morton Subotnick, Carlos Niño, Mahssa Taghinia, Sweatson Klank, Caribou, MatthewDavid, Nanny Cantaloupe, Kutmah, Ssaliva, Teebs, Sun Araw, Ray Cathode.